# Wole Soyinka
Wole Soyinka (født 13. juli 1934) er en digter og forfatter fra Nigeria som modtog Nobelprisen i litteratur i 1986

## Liv
Akinwande Oluwole "Wole" Soyinka blev født i Abeokuta i nærheden af Ibadan i det vestlige Nigeria af en yoruba-familie.
Han studerede på universiteterne i Ibadan og Leeds (i England) og har senere undervist i litteratur og drama på de nigerianske universiteter i Ibadan, Lagos og Ife.
Han er en politisk engageret figur, var fængslet af militærdiktaturet 1967-69 og måtte gå i eksil flere gange. Nutildags lever og arbejder han mest i USA.

## Udvalgte værker

### Skuespil
- The Trials of Brother Jero
- Death and the King's Horseman
- The Bacchae of Euripides (oversættelse)

### Autobiografi
- The Man Died: Prison Notes
- Ake: The Years of Childhood

### Romaner
- The Interpreters
- Seasons of Anomie

### Digtsamlinger
- Idanre and Other Poems
- Mandela's Earth and Other Poems